# Унапређивање библиотечких услуга за особе с инвалидитетом (књига)
Унапређивање библиотечких услуга за особе с инвалидитетом (енгл. Improving Library Services to People With Disabilities) је зборник који је приредила Кортни Дејнс-Џоунс (енгл. Courtney Deines-Jones), објављен 2007. године. Српско издање је објавила 2009. године Народна библиотека Србије из Београда у преводу Драгане Милуновић и редактора превода Весне Ињац.

## О приручнику
За настанак књиге пошло се од чињенице да људи морају имати доживотни приступ информацијама и услугама које нуде књиге и библиотеке. Овде се већи нагласак ставио на промовисање библиотечких услуга особама са инвалидитетом. Књига је збирка чланака фокусираних на пружање услуга одраслим особама са инвалидитетом у међународном окружењу. Књига би требало помогне да библиотекари, креатори политике и чланови разумеју важност служења свим потенцијалним покровитељима, да им буду доступни примери најбољих пракси и модели програма, те да науче технике и стратегије за побољшање услуга које библиотеке нуде.
Порука коју су имали намеру да аутори текстова пренесу са књигом Унапређивање библиотечких услуга за особе с инвалидитетом, може да се схвати и као захтев за развијањем библиотекарства за особе с инвалидитетом, кроз савремену теорију и праксу. Приказујући потешкоће са којима се ове особе суочавају приликом коришћења услуга библиотека сагледане су са аспекта дефектологије, психологије, социологије, етике, информатике и библиотекарства.